# FIBA Europe Cup 2023-2024
La FIBA Europe Cup 2023-2024 è la nona edizione del secondo torneo europeo di pallacanestro per club organizzato dalla FIBA Europe.

## Formula del torneo
Le squadre qualificate per i preliminari vengono inserite in 6 gruppi da tre squadre ciascuno e un gruppo da quattro che si affrontano per determinare le sette squadre che accederanno alla "regular season".
Alla "regular season" verranno sorteggiati dieci gironi all'italiana da quattro squadre l'uno, con gare di andata e ritorno. Le prime squadre di ogni gruppo accederanno al secondo turno insieme alle migliori sei seconde, secondo i seguenti criteri: vittorie, scontri diretti, differenza punti, maggior punti segnati e sorteggio. Il "secondo turno" verrà disputato con le stesse modalità della "regolar season". Le otto squadre rimaste disputeranno i quarti di finale, semifinali e finale con partite di andata e ritorno.

## Partecipanti
In parentesi viene mostrata la posizione ottenuta da ciascuna squadra dopo eventuali play-off della stagione precedente (QR: perdenti dei turni di qualificazione di Basketball Champions League 2023-2024).
| Regular Season              | Regular Season               | Regular Season              | Regular Season             | Regular Season             |
| --------------------------- | ---------------------------- | --------------------------- | -------------------------- | -------------------------- |
| Happy Casa Brindisi (CL QR) | Göttingen (CL QR)            | Heroes Den Bosch (CL QR)    | Fribourg Olympic (CL QR)   | ZZ Leiden (1°)             |
| Itelyium Varese (CL QR)     | TSU Tbilisi (CL QR)          | Legia Warsaw (CL QR)        | S.S. Szczeciński (5°)      | Sporting CP (2°)           |
| Anversa (CL QR)             | Caledonia Gladiators (CL QR) | CSM Oradea (CL QR)          | Anwil Włocłavek (7°)       | ERA Nymburk (3°)           |
| AEK Larnaca (CL QR)         | Ironi Nes Ziona (CL QR)      | FMP Belgrado (CL QR)        | Balkan Botevgrad (1°)      | CSU Sibiu (3°)             |
| Bakken Bears (CL QR)        | Peja (CL QR)                 | Patrioti Levice (CL QR)     | Gravelines Dunkerque (10°) | Surne Bilbao Basket (12°)  |
| Kalev/Cramo (CL QR)         | CBet Jonava (CL QR)          | Obradoiro (CL QR)           | Niners Chemnitz (8°)       | Bahçeşehir Koleji (9°)     |
| Karhu (CL QR)               | Mornar Barsko zlato (CL QR)  | Norrköping Dolphins (CL QR) | Hapoel Galil Elyon (5°)    | Arconic Alba Fehérvár (2°) |
| Turno di qualificazione     |                              |                             |                            |                            |
| Keravnos (2°)               | Jämtland (3°)                | Rostock Seawolves (9°)      | Donar Groningen (2°)       | Manisa BB (11°)            |
| Anorthosis Famagusta (4°)   | Sabah (1°)                   | Tindastóll (1°)             | Porto (3°)                 | Egis Körmend (3°)          |
| Rabotnički (4°)             | Chernomorets (2°)            | Bnei Herzliya (7°)          | KVIS Pardubice (4°)        |                            |
| Feniks 2010 (7°)            | Pärnu Sadam (3°)             | KB Trepça (2°)              | Rapid București (4°)       |                            |
| Borås Basket (2°)           | Kataja (3°)                  | Nevėžis Optibet (8°)        | Casademont Zaragoza (13°)  |                            |

Tuttavia il 9 ottobre la FIBA Europe ha sospeso tutte le partite che vedevano coinvolte le squadre israeliane a causa della guerra Hamas-Israele del 2023.

## Preliminari

### Gruppo A
|    | Squadra           | G | V | S | PF  | PS  | DP  | P.ti |
| -- | ----------------- | - | - | - | --- | --- | --- | ---- |
| 1. | Sabah             | 3 | 3 | 0 | 248 | 224 | +24 | 6    |
| 2. | Rapid Bucarest    | 3 | 2 | 1 | 227 | 212 | +15 | 5    |
| 3. | Donar Groningen   | 3 | 1 | 2 | 202 | 206 | -4  | 4    |
| 4. | Rabotnički Skopje | 3 | 0 | 3 | 200 | 235 | -35 | 3    |

### Gruppo B
|    | Squadra | G | V | S | PF  | PS  | DP  | P.ti |
| -- | ------- | - | - | - | --- | --- | --- | ---- |
| 1. | Manisa  | 2 | 2 | 0 | 178 | 158 | +20 | 4    |
| 2. | Porto   | 2 | 1 | 1 | 170 | 164 | +6  | 3    |
| 3. | Nevėžis | 2 | 0 | 2 | 172 | 198 | -26 | 2    |

### Gruppo C
|    | Squadra    | G | V | S | PF  | PS  | DP  | P.ti |
| -- | ---------- | - | - | - | --- | --- | --- | ---- |
| 1. | Trepça     | 2 | 2 | 0 | 154 | 136 | +18 | 4    |
| 2. | Tindastóll | 2 | 1 | 1 | 138 | 139 | -1  | 3    |
| 3. | Pärnu      | 2 | 0 | 2 | 129 | 146 | -17 | 2    |

### Gruppo D
|    | Squadra         | G | V | S | PF  | PS  | DP | P.ti |
| -- | --------------- | - | - | - | --- | --- | -- | ---- |
| 1. | Joensuun Kataja | 2 | 1 | 1 | 167 | 163 | +4 | 3    |
| 2. | Borås Basket    | 2 | 1 | 1 | 183 | 180 | +3 | 3    |
| 3. | Čern. Burgas    | 2 | 1 | 1 | 194 | 201 | -7 | 3    |

### Gruppo E
|    | Squadra           | G | V | S | PF  | PS  | DP  | P.ti |
| -- | ----------------- | - | - | - | --- | --- | --- | ---- |
| 1. | Rostock Seawolves | 2 | 2 | 0 | 194 | 146 | +48 | 4    |
| 2. | Keravnos          | 2 | 1 | 1 | 181 | 153 | +28 | 3    |
| 3. | Feniks 2010       | 2 | 0 | 2 | 132 | 208 | -76 | 2    |

### Gruppo F
|    | Squadra       | G | V | S | PF  | PS  | DP  | P.ti |
| -- | ------------- | - | - | - | --- | --- | --- | ---- |
| 1. | Bnei Herzliya | 2 | 2 | 0 | 184 | 151 | +33 | 4    |
| 2. | Körmend       | 2 | 1 | 1 | 179 | 184 | -5  | 3    |
| 3. | Anorthōsis    | 2 | 0 | 2 | 150 | 178 | -28 | 2    |

### Gruppo G
|    | Squadra   | G | V | S | PF  | PS  | DP  | P.ti |
| -- | --------- | - | - | - | --- | --- | --- | ---- |
| 1. | Saragozza | 2 | 2 | 0 | 175 | 153 | +22 | 4    |
| 2. | Jämtland  | 2 | 1 | 1 | 142 | 157 | -15 | 3    |
| 3. | Pardubice | 2 | 0 | 2 | 164 | 171 | -7  | 2    |

#### Lucky losers
Le migliori due squadre avanzano alla fase a gironi in qualità di lucky loser sostituendo le retrocesse dalla Champions League che hanno rifiutato la partecipazione alla competizione.
|    | Squadra        | PF  | PS  | DP  |
| -- | -------------- | --- | --- | --- |
| 1. | Keravnos       | 181 | 153 | +28 |
| 2. | Porto          | 170 | 164 | +6  |
| 3. | Borås Basket   | 183 | 180 | +3  |
| 4. | Tindastóll     | 138 | 139 | -1  |
| 5. | Körmend        | 179 | 184 | -5  |
| 6. | Jämtland       | 142 | 157 | -15 |
| 7. | Rapid Bucarest | 140 | 155 | -15 |

Regole per la qualificazione: 1) Miglior differenza punti; 2) Punti fatti; 3) Sorteggio.

## Regular season

### Gruppo A
| Pos | Squadra          | G | V | P | PF  | PS  | DP  | Pt | Qualificazione               |  | BAL   | SPO     | ALB   | BNE |
| --- | ---------------- | - | - | - | --- | --- | --- | -- | ---------------------------- |  | ----- | ------- | ----- | --- |
| 1   | Balkan Botevgrad | 4 | 3 | 1 | 326 | 317 | +9  | 7  | Qualificate al secondo turno |  | —     | 81–70   | 85–79 |     |
| 2   | Sporting CP      | 4 | 2 | 2 | 345 | 338 | +7  | 6  | Qualificate al secondo turno |  | 90–72 | —       | 83–79 |     |
| 3   | Alba Fehérvár    | 4 | 1 | 3 | 342 | 358 | −16 | 5  |                              |  | 78–88 | 106–102 | —     |     |
| 4   | Bnei Herzliya    | 0 | 0 | 0 | 0   | 0   | 0   | 0  | ritirata                     |  |       |         |       | —   |

### Gruppo B
| Pos | Squadra              | G | V | P | PF  | PS  | DP   | Pt | Qualificazione               |       | BIL   | ANW   | CAL    | SIB   |
| --- | -------------------- | - | - | - | --- | --- | ---- | -- | ---------------------------- | ----- | ----- | ----- | ------ | ----- |
| 1   | Bilbao Berri         | 6 | 6 | 0 | 505 | 399 | +106 | 12 | Qualificata al secondo turno |       | —     | 76–71 | 106–58 | 89–64 |
| 2   | Włocławek            | 6 | 3 | 3 | 469 | 409 | +60  | 9  |                              |       | 79–83 | —     | 93–72  | 84–71 |
| 3   | Caledonia Gladiators | 6 | 3 | 3 | 431 | 475 | −44  | 9  |                              | 59–78 | 66–63 | —     | 96–67  |       |
| 4   | Sibiu                | 6 | 0 | 6 | 379 | 501 | −122 | 6  |                              | 68–73 | 41–79 | 68–80 | —      |       |

### Gruppo C
| Pos | Squadra           | G | V | P | PF  | PS  | DP  | Pt | Qualificazione               |        | JON   | ROS   | AEK   | KAR   |
| --- | ----------------- | - | - | - | --- | --- | --- | -- | ---------------------------- | ------ | ----- | ----- | ----- | ----- |
| 1   | Jonava            | 6 | 4 | 2 | 542 | 504 | +38 | 10 | Qualificata al secondo turno |        | —     | 84–65 | 80–87 | 98–94 |
| 2   | Rostock Seawolves | 6 | 4 | 2 | 504 | 473 | +31 | 10 |                              |        | 86–81 | —     | 86–73 | 93–65 |
| 3   | AEK Larnaca       | 6 | 3 | 3 | 473 | 492 | −19 | 9  |                              | 84–95  | 78–76 | —     | 66–75 |       |
| 4   | Kauhajoen Karhu   | 6 | 1 | 5 | 494 | 544 | −50 | 7  |                              | 88–104 | 92–98 | 80–85 | —     |       |

### Gruppo D
| Pos | Squadra           | G | V | P | PF  | PS  | DP  | Pt | Qualificazione               |       | BAH   | NYM   | SAB   | MOR    |
| --- | ----------------- | - | - | - | --- | --- | --- | -- | ---------------------------- | ----- | ----- | ----- | ----- | ------ |
| 1   | Bahçeşehir Koleji | 6 | 5 | 1 | 547 | 464 | +83 | 11 | Qualificate al secondo turno |       | —     | 88–89 | 99–80 | 103–68 |
| 2   | Nymburk           | 6 | 5 | 1 | 547 | 472 | +75 | 11 | Qualificate al secondo turno |       | 91–96 | —     | 95–61 | 78–62  |
| 3   | Sabah             | 6 | 1 | 5 | 451 | 528 | −77 | 7  |                              |       | 65–83 | 89–97 | —     | 81–74  |
| 4   | Mornar Bar        | 6 | 1 | 5 | 431 | 512 | −81 | 7  |                              | 71–78 | 76–97 | 80–75 | —     |        |

### Gruppo E
| Pos | Squadra         | G | V | P | PF  | PS  | DP  | Pt | Qualificazione               |       | MAN   | POR    | BAK   | NOR   |
| --- | --------------- | - | - | - | --- | --- | --- | -- | ---------------------------- | ----- | ----- | ------ | ----- | ----- |
| 1   | Manisa          | 6 | 5 | 1 | 478 | 435 | +43 | 11 | Qualificate al secondo turno |       | —     | 75–66  | 85–80 | 79–52 |
| 2   | Porto           | 6 | 4 | 2 | 501 | 468 | +33 | 10 | Qualificate al secondo turno |       | 84–67 | —      | 89–78 | 84–64 |
| 3   | Bakken Bears    | 6 | 2 | 4 | 505 | 512 | −7  | 8  |                              |       | 76–82 | 113–99 | —     | 69–75 |
| 4   | Norrk. Dolphins | 6 | 1 | 5 | 421 | 490 | −69 | 7  |                              | 77–90 | 71–79 | 82–89  | —     |       |

### Gruppo F
| Pos | Squadra         | G | V | P | PF  | PS  | DP  | Pt | Qualificazione               |       | SAR   | KAL   | BRI   | INZ |
| --- | --------------- | - | - | - | --- | --- | --- | -- | ---------------------------- | ----- | ----- | ----- | ----- | --- |
| 1   | Saragozza       | 4 | 3 | 1 | 331 | 309 | +22 | 7  | Qualificata al secondo turno |       | —     | 71–78 | 91–72 |     |
| 2   | Kalev/Cramo     | 4 | 2 | 2 | 295 | 301 | −6  | 6  |                              |       | 72–78 | —     | 76–70 |     |
| 3   | N.B. Brindisi   | 4 | 1 | 3 | 311 | 327 | −16 | 5  |                              | 87–91 | 82–69 | —     |       |     |
| 4   | Ironi Nes Ziona | 0 | 0 | 0 | 0   | 0   | 0   | 0  | ritirata                     |       |       |       |       | —   |

### Gruppo G
| Pos | Squadra          | G | V | P | PF  | PS  | DP  | Pt | Qualificazione               |  | LEI   | GRA   | TRE   | HGE |
| --- | ---------------- | - | - | - | --- | --- | --- | -- | ---------------------------- |  | ----- | ----- | ----- | --- |
| 1   | Leida            | 4 | 3 | 1 | 287 | 273 | +14 | 7  | Qualificate al secondo turno |  | —     | 77–69 | 80–76 |     |
| 2   | BCM Gravelines   | 4 | 2 | 2 | 294 | 248 | +46 | 6  | Qualificate al secondo turno |  | 74–46 | —     | 83–49 |     |
| 3   | Trepça           | 4 | 1 | 3 | 255 | 315 | −60 | 5  |                              |  | 54–84 | 76–68 | —     |     |
| 4   | Hap. Galil Elyon | 0 | 0 | 0 | 0   | 0   | 0   | 0  | ritirata                     |  |       |       |       | —   |

### Gruppo H
| Pos | Squadra          | G | V | P | PF  | PS  | DP   | Pt | Qualificazione               |       | CHE   | SPO    | PEJ   | HDB   |
| --- | ---------------- | - | - | - | --- | --- | ---- | -- | ---------------------------- | ----- | ----- | ------ | ----- | ----- |
| 1   | Niners Chemnitz  | 6 | 6 | 0 | 543 | 403 | +140 | 12 | Qualificata al secondo turno |       | —     | 97–75  | 98–72 | 88–61 |
| 2   | S.S. Szczeciński | 6 | 3 | 3 | 476 | 505 | −29  | 9  |                              |       | 66–84 | —      | 79–83 | 73–65 |
| 3   | Peja             | 6 | 2 | 4 | 495 | 560 | −65  | 8  |                              | 63–99 | 87–91 | —      | 99–84 |       |
| 4   | Heroes Den Bosch | 6 | 1 | 5 | 474 | 520 | −46  | 7  |                              | 66–77 | 89–92 | 109–91 | —     |       |

### Gruppo I
| Pos | Squadra        | G | V | P | PF  | PS  | DP  | Pt | Qualificazione               |       | GOT    | VAR     | KER   | TBI    |
| --- | -------------- | - | - | - | --- | --- | --- | -- | ---------------------------- | ----- | ------ | ------- | ----- | ------ |
| 1   | BG 74 Gottinga | 6 | 5 | 1 | 559 | 494 | +65 | 11 | Qualificate al secondo turno |       | —      | 104–109 | 90–71 | 86–81  |
| 2   | Pall. Varese   | 6 | 5 | 1 | 583 | 529 | +54 | 11 | Qualificate al secondo turno |       | 79–91  | —       | 97–90 | 109–83 |
| 3   | Keravnos       | 6 | 1 | 5 | 454 | 526 | −72 | 7  |                              |       | 69–102 | 80–95   | —     | 84–79  |
| 4   | TSU Tbilisi    | 6 | 1 | 5 | 472 | 519 | −47 | 7  |                              | 85–86 | 81–94  | 63–60   | —     |        |

### Gruppo J
| Pos | Squadra         | G | V | P | PF  | PS  | DP  | Pt | Qualificazione               |       | LEG   | ORA   | LEV   | KAT    |
| --- | --------------- | - | - | - | --- | --- | --- | -- | ---------------------------- | ----- | ----- | ----- | ----- | ------ |
| 1   | Legia Varsavia  | 6 | 5 | 1 | 498 | 459 | +39 | 11 | Qualificate al secondo turno |       | —     | 90–79 | 74–63 | 85–62  |
| 2   | CSM Oradea      | 6 | 4 | 2 | 537 | 487 | +50 | 10 | Qualificate al secondo turno |       | 93–74 | —     | 91–93 | 105–92 |
| 3   | Patrioti Levice | 6 | 2 | 4 | 449 | 480 | −31 | 8  |                              |       | 77–86 | 65–82 | —     | 68–55  |
| 4   | Joensuun Kataja | 6 | 1 | 5 | 459 | 517 | −58 | 7  |                              | 85–89 | 73–87 | 92–83 | —     |        |

### Raffronto tra le seconde classificate
|     | Squadra           | V | S | PF  | PS  | DP  | P.ti |
| --- | ----------------- | - | - | --- | --- | --- | ---- |
| 1.  | Nymburk           | 3 | 1 | 372 | 334 | +38 | 7    |
| 2.  | Pall. Varese      | 3 | 1 | 380 | 365 | +15 | 7    |
| 3.  | BCM Gravelines    | 2 | 2 | 294 | 248 | +46 | 6    |
| 4.  | CSM Oradea        | 2 | 2 | 345 | 322 | +23 | 6    |
| 5.  | Sporting CP       | 2 | 2 | 345 | 338 | +7  | 6    |
| 6.  | Porto             | 2 | 2 | 338 | 333 | +5  | 6    |
| 7.  | Rostock Seawolves | 2 | 2 | 313 | 316 | -3  | 6    |
| 8.  | Kalev/Cramo       | 2 | 2 | 295 | 301 | -6  | 6    |
| 9.  | Włocławek         | 1 | 3 | 306 | 297 | +9  | 5    |
| 10. | S.S. Szczeciński  | 1 | 3 | 311 | 351 | -40 | 5    |

## Secondo turno

### Gruppo K
| Pos | Squadra          | G | V | P | PF  | PS  | DP   | Pt | Qualificazione                  |       | BIL   | POR    | GOT   | BAL   |
| --- | ---------------- | - | - | - | --- | --- | ---- | -- | ------------------------------- | ----- | ----- | ------ | ----- | ----- |
| 1   | Bilbao Berri     | 6 | 5 | 1 | 504 | 438 | +66  | 11 | Qualificate ai quarti di finale |       | —     | 90–86  | 75–73 | 90–63 |
| 2   | Porto            | 6 | 4 | 2 | 507 | 453 | +54  | 10 | Qualificate ai quarti di finale |       | 72–75 | —      | 82–64 | 92–80 |
| 3   | BG 74 Gottinga   | 6 | 3 | 3 | 477 | 469 | +8   | 9  |                                 |       | 82–80 | 81–87  | —     | 76–70 |
| 4   | Balkan Botevgrad | 6 | 0 | 6 | 413 | 541 | −128 | 6  |                                 | 62–94 | 63–88 | 75–101 | —     |       |

### Gruppo L
| Pos | Squadra           | G | V | P | PF  | PS  | DP   | Pt | Qualificazione                  |       | BAH    | LEG    | SPO   | JON    |
| --- | ----------------- | - | - | - | --- | --- | ---- | -- | ------------------------------- | ----- | ------ | ------ | ----- | ------ |
| 1   | Bahçeşehir Koleji | 6 | 6 | 0 | 568 | 456 | +112 | 12 | Qualificate ai quarti di finale |       | —      | 100–90 | 99–87 | 119–79 |
| 2   | Legia Varsavia    | 6 | 4 | 2 | 560 | 496 | +64  | 10 | Qualificate ai quarti di finale |       | 66–77  | —      | 93–84 | 111–72 |
| 3   | Sporting CP       | 6 | 2 | 4 | 518 | 542 | −24  | 8  |                                 |       | 67–82  | 86–99  | —     | 103–88 |
| 4   | Jonava            | 6 | 0 | 6 | 464 | 616 | −152 | 6  |                                 | 67–91 | 77–101 | 81–91  | —     |        |

### Gruppo M
| Pos | Squadra        | G | V | P | PF  | PS  | DP  | Pt | Qualificazione                  |       | NYM   | SAR   | GRA    | MAN   |
| --- | -------------- | - | - | - | --- | --- | --- | -- | ------------------------------- | ----- | ----- | ----- | ------ | ----- |
| 1   | Nymburk        | 6 | 4 | 2 | 445 | 394 | +51 | 10 | Qualificate ai quarti di finale |       | —     | 70–64 | 72–57  | 84–62 |
| 2   | Saragozza      | 6 | 4 | 2 | 472 | 445 | +27 | 10 | Qualificate ai quarti di finale |       | 82–79 | —     | 101–90 | 88–71 |
| 3   | BCM Gravelines | 6 | 3 | 3 | 442 | 460 | −18 | 9  |                                 |       | 74–71 | 70–69 | —      | 73–80 |
| 4   | Manisa         | 6 | 1 | 5 | 400 | 460 | −60 | 7  |                                 | 55–69 | 65–68 | 67–78 | —      |       |

### Gruppo N
| Pos | Squadra         | G | V | P | PF  | PS  | DP  | Pt | Qualificazione                  |       | CHE   | VAR    | ORA    | LEI   |
| --- | --------------- | - | - | - | --- | --- | --- | -- | ------------------------------- | ----- | ----- | ------ | ------ | ----- |
| 1   | Niners Chemnitz | 6 | 5 | 1 | 549 | 467 | +82 | 11 | Qualificate ai quarti di finale |       | —     | 109–85 | 101–98 | 78–57 |
| 2   | Pall. Varese    | 6 | 3 | 3 | 534 | 527 | +7  | 9  | Qualificate ai quarti di finale |       | 90–78 | —      | 100–81 | 79–82 |
| 3   | CSM Oradea      | 6 | 2 | 4 | 526 | 553 | −27 | 8  |                                 |       | 79–95 | 96–103 | —      | 90–77 |
| 4   | Leida           | 6 | 2 | 4 | 432 | 494 | −62 | 8  |                                 | 58–88 | 81–77 | 77–82  | —      |       |

## Play-offs
La fase a eliminazione diretta è composta da quarti di finale, semifinale e finale con partite di andata e ritorno.

### Tabellone
|  | Quarti di finale  | Quarti di finale  | Quarti di finale | Quarti di finale | Quarti di finale |  |  | Semifinali        | Semifinali        | Semifinali        | Semifinali        | Semifinali |     |     | Finale          | Finale          | Finale | Finale | Finale |  |
|  |                   |                   |                  |                  |                  |  |  |                   |                   |                   |                   |            |     |     |                 |                 |        |        |        |  |
|  | Niners Chemnitz   | Niners Chemnitz   | 98               | 102              | 200              |  |  |                   |                   |                   |                   |            |     |     |                 |                 |        |        |        |  |
|  | Saragozza         | Saragozza         | 64               | 86               | 150              |  |  | Niners Chemnitz   | Niners Chemnitz   | 98                | 73                | 171        |     |     |                 |                 |        |        |        |  |
|  | Bilbao Berri      | Bilbao Berri      | 64               | 81               | 145              |  |  | Bilbao Berri      | Bilbao Berri      | 73                | 82                | 155        |     |     |                 |                 |        |        |        |  |
|  | Legia Varsavia    | Legia Varsavia    | 83               | 53               | 136              |  |  |                   |                   |                   |                   |            |     |     | Niners Chemnitz | Niners Chemnitz | 85     | 95     | 180    |  |
|  | Bahçeşehir Koleji | Bahçeşehir Koleji | 80               | 88               | 168              |  |  |                   |                   | Bahçeşehir Koleji | Bahçeşehir Koleji | 74         | 105 | 179 |                 |                 |        |        |        |  |
|  | Porto             | Porto             | 90               | 52               | 142              |  |  | Bahçeşehir Koleji | Bahçeşehir Koleji | 80                | 81                | 161        |     |     |                 |                 |        |        |        |  |
|  | Nymburk           | Nymburk           | 65               | 76               | 141              |  |  | Pall. Varese      | Pall. Varese      | 81                | 73                | 154        |     |     |                 |                 |        |        |        |  |
|  | Pall. Varese      | Pall. Varese      | 80               | 91               | 171              |  |  |                   |                   |                   |                   |            |     |     |                 |                 |        |        |        |  |

### Finale

#### Andata
| Arbitri: | Giōrgos Poursanidīs Fernando Calatrava Gvidas Gedvilas |

|                 |            |                |
| Lansdowne 16    | Punti      | 25 Bouteille   |
| Lansdowne 8     | Assist     | 7 Taylor       |
| Garrett 9       | Rimbalzi   | 10 Cavanaugh   |
| Rodrigo Pastore | Allenatori | Dejan Radonjić |

| Quintetto titolare | Quintetto titolare | Quintetto titolare | Pt   | Rim  | Ass  |
| ------------------ | ------------------ | ------------------ | ---- | ---- | ---- |
| AP                 | 1                  | Aher Uguak         | 3    | 0    | 0    |
| AG                 | 2                  | Jeffery Garrett    | 10   | 9    | 0    |
| P                  | 9                  | DeAndre Lansdowne  | 16   | 7    | 8    |
| C                  | 24                 | Ousman Krubally    | 8    | 1    | 0    |
| G                  | 33                 | Dominic Lockhart   | 0    | 1    | 2    |
| Panchina:          |                    |                    |      |      |      |
| P                  | 0                  | Brendan Gregori    | n.e. | n.e. | n.e. |
| G                  | 5                  | Wesley Van Beck    | 13   | 1    | 1    |
| C                  | 7                  | Jonas Richter      | 12   | 3    | 2    |
| P                  | 10                 | Kaza Kajami-Keane  | 11   | 2    | 3    |
| A                  | 17                 | Tylor Ongwae       | 0    | 3    | 0    |
| C                  | 21                 | Benjamin Koppke    | n.e. | n.e. | n.e. |
| AG                 | 53                 | Kevin Yebo         | 12   | 7    | 0    |
| Allenatore:        |                    |                    |      |      |      |
| Rodrigo Pastore    |                    |                    |      |      |      |

| Niners Chemnitz |  | Bahçeşehir Koleji |

| Chemnitz      | Statistiche        | Bahçeşehir    |
| ------------- | ------------------ | ------------- |
|               | Statistiche        |               |
| 22/34 (64.7%) | Tiro da 2          | 13/26 (50.0%) |
| 8/29 (27.6%)  | Tiro da 3          | 5/26 (19.2%)  |
| 17/22 (77.3%) | Tiri liberi        | 33/36 (91.7%) |
| 15            | Rimbalzi offensivi | 11            |
| 24            | Rimbalzi difensivi | 20            |
| 39            | Rimbalzi totali    | 31            |
| 16            | Assist             | 12            |
| 10            | Palle perse        | 9             |
| 2             | Palle rubate       | 4             |
| 3             | Stoppate           | 0             |
| 27            | Falli              | 20            |

| Quintetto titolare | Quintetto titolare | Quintetto titolare | Pt   | Rim  | Ass  |
| ------------------ | ------------------ | ------------------ | ---- | ---- | ---- |
| C                  | 16                 | Jerry Boutsiele    | 13   | 4    | 2    |
| P                  | 21                 | Tony Taylor        | 15   | 1    | 7    |
| G                  | 23                 | Philip Scrubb      | 0    | 1    | 2    |
| AG                 | 34                 | Tyler Cavanaugh    | 14   | 10   | 0    |
| AP                 | 83                 | Axel Bouteille     | 25   | 9    | 0    |
| Panchina:          |                    |                    |      |      |      |
| P                  | 3                  | Kartal Özmızrak    | n.e. | n.e. | n.e. |
| G                  | 5                  | Muhammed Baygül    | 0    | 1    | 1    |
| P                  | 12                 | Trey Kell          | 4    | 0    | 0    |
| C                  | 15                 | Egemen Guven       | n.e. | n.e. | n.e. |
| AP                 | 18                 | Egehan Arna        | 0    | 0    | 0    |
| AG                 | 32                 | Berkay Candan      | 3    | 2    | 0    |
| C                  | 37                 | Ahmet Yılmaz       | 0    | 0    | 0    |
| Allenatore:        |                    |                    |      |      |      |
| Dejan Radonjić     |                    |                    |      |      |      |

#### Ritorno
| Arbitri: | Luis Miguel Castillo Nicolas Maestre Martin Horozov |

|                |            |                 |
| Boutsiele 24   | Punti      | 29 Kajami-Keane |
| Scrubb 6       | Assist     | 4 Kajami-Keane  |
| Cavanaugh 7    | Rimbalzi   | 5 Krubally      |
| Dejan Radonjić | Allenatori | Rodrigo Pastore |

| Quintetto titolare | Quintetto titolare | Quintetto titolare | Pt   | Rim  | Ass  |
| ------------------ | ------------------ | ------------------ | ---- | ---- | ---- |
| C                  | 16                 | Jerry Boutsiele    | 24   | 6    | 3    |
| P                  | 21                 | Tony Taylor        | 20   | 1    | 5    |
| G                  | 23                 | Philip Scrubb      | 12   | 4    | 6    |
| AG                 | 34                 | Tyler Cavanaugh    | 15   | 7    | 4    |
| AP                 | 83                 | Axel Bouteille     | 7    | 1    | 0    |
| Panchina:          |                    |                    |      |      |      |
| P                  | 3                  | Kartal Özmızrak    | n.e. | n.e. | n.e. |
| G                  | 5                  | Muhammed Baygül    | 0    | 1    | 0    |
| P                  | 12                 | Trey Kell          | 21   | 3    | 2    |
| C                  | 15                 | Egemen Guven       | n.e. | n.e. | n.e. |
| AP                 | 18                 | Egehan Arna        | 3    | 3    | 1    |
| AG                 | 32                 | Berkay Candan      | 3    | 3    | 0    |
| C                  | 37                 | Ahmet Yılmaz       | n.e. | n.e. | n.e. |
| Allenatore:        |                    |                    |      |      |      |
| Laurent Vila       |                    |                    |      |      |      |

| Bahçeşehir Koleji |  | Niners Chemnitz |

| Bahçeşehir    | Statistiche        | Chemnitz      |
| ------------- | ------------------ | ------------- |
|               | Statistiche        |               |
| 17/30 (56.7%) | Tiro da 2          | 27/44 (61.4%) |
| 12/33 (36.4%) | Tiro da 3          | 7/23 (30.4%)  |
| 35/42 (83.3%) | Tiri liberi        | 20/28 (71.4%) |
| 14            | Rimbalzi offensivi | 14            |
| 21            | Rimbalzi difensivi | 19            |
| 35            | Rimbalzi totali    | 33            |
| 21            | Assist             | 13            |
| 8             | Palle perse        | 9             |
| 6             | Palle rubate       | 4             |
| 3             | Stoppate           | 2             |
| 23            | Falli              | 35            |

| Quintetto titolare | Quintetto titolare | Quintetto titolare | Pt   | Rim  | Ass  |
| ------------------ | ------------------ | ------------------ | ---- | ---- | ---- |
| AP                 | 1                  | Aher Uguak         | 8    | 1    | 3    |
| AG                 | 2                  | Jeffery Garrett    | 8    | 4    | 0    |
| P                  | 9                  | DeAndre Lansdowne  | 10   | 2    | 2    |
| C                  | 24                 | Ousman Krubally    | 12   | 5    | 1    |
| G                  | 33                 | Dominic Lockhart   | 4    | 3    | 0    |
| Panchina:          |                    |                    |      |      |      |
| P                  | 0                  | Brendan Gregori    | n.e. | n.e. | n.e. |
| G                  | 5                  | Wesley Van Beck    | 10   | 4    | 2    |
| C                  | 7                  | Jonas Richter      | 7    | 4    | 0    |
| P                  | 10                 | Kaza Kajami-Keane  | 29   | 1    | 4    |
| A                  | 17                 | Tylor Ongwae       | 4    | 0    | 1    |
| C                  | 21                 | Benjamin Koppke    | n.e. | n.e. | n.e. |
| AG                 | 53                 | Kevin Yebo         | 3    | 1    | 0    |
| Allenatore:        |                    |                    |      |      |      |
| Rodrigo Pastore    |                    |                    |      |      |      |